# Елисмиър (остров)
Елсмиър или Елисмиър Айлънд (на английски: Ellesmere Island) е третият по големина в Канадския арктичен архипелаг и Канада и десетият по големина остров в света с площта си от 196 235 km². Островът е част от канадската територия Нунавут. Тук земята има две основни лица – едното е светло, другото е тъмно.

## Откриване и изследване на острова
- 1616 – Робърт Байлот, Уилям Бафин – Откриване на южния вход на протока Смит, остров Елсмиър, залива Смит (76°50′ с. ш. 78°50′ з. д. / 76.833333° с. ш. 78.833333° з. д.) и източния вход на протока Джонс (между Елсмиър и остров Девън)
- 1852 – Едуард Огъстъс Инглфилд – Първо проникване в протока Смит, разделящ остров Елсмиър от Гренландия и достигане до 78º35`с.ш., рекордна за това време географски ширина
- 1853 – 1854 – Илайша Кент Кейн Откриване на басейна Кейн (на север от протока Смит)
- 1854 – Айзък Израел Хейс – Откриване, изследване и картиране източното крайбрежие на Елсмиър от остров Пим (78º 45` с.ш.) на юг до залива Добин (79º 45` с.ш.) на север, т.нар. Земя Гринел, в т.ч. залива Принцеса Мария (79°20′ с. ш. 77°00′ з. д. / 79.333333° с. ш. 77° з. д.) и фиорда Бюкенан (79°00′ с. ш. 75°30′ з. д. / 79° с. ш. 75.5° з. д.)
- 1854 – Ханс Хендрик (1834 – 1889) – Откриване на протока Кенеди и достигане до 81º 22` с.ш.
- 1860 – 1861 – Айзък Израел Хейс, Ханс Хендрик – Поход на ски през протока Кенеди до 81º 35` с.ш., откриване на п-ов Джадж Дейли (81°05′ с. ш. 66°50′ з. д. / 81.083333° с. ш. 66.833333° з. д., в североизточната част на остров Елсмиър), залива Лейди Франклин (81°40′ с. ш. 66°00′ з. д. / 81.666667° с. ш. 66° з. д.) и нос Шеридан (82°28′ с. ш. 61°31′ з. д. / 82.466667° с. ш. 61.516667° з. д., североизточната точка на острова)
- 1871 – Чарлз Френсис Хол, Ханс Хендрик, Джоузеф Ебербинг – Откриване на басейна Хол, протока Робсън, море Линкълн и плаване на север до 82º 26` с.ш.
- 1876 – Пелам Олдрич – Откриване и картиране на северния бряг на острова на протежение около 300 км (до нос Алерт, 82°26′ с. ш. 85°42′ з. д. / 82.433333° с. ш. 85.7° з. д.), в т.ч. крайбрежната планина Чалънджър, нос Колумбия (83°06′41″ с. ш. 69°57′30″ з. д. / 83.111389° с. ш. 69.958333° з. д., най-северната точка на Канадския арктичен архипелаг), заливите Маркам Инлет (82°50′ с. ш. 66°30′ з. д. / 82.833333° с. ш. 66.5° з. д.) и Йелвертън (82°23′ с. ш. 83°18′ з. д. / 82.383333° с. ш. 83.3° з. д.)
- 1881 – 1882 – Адолфъс Грийли Изследване на п-ов Земя Грант (северната част на острова), откриване на езерото Хейзън (81°46′ с. ш. 71°05′ з. д. / 81.766667° с. ш. 71.083333° з. д.) и на север от него хребета Юнайтед Стейтс
- 1881 – 1882 – Джеймс Локууд – Откриване на западното крайбрежие на острова – фиорда Грийли (80°30′ с. ш. 81°40′ з. д. / 80.5° с. ш. 81.666667° з. д.) и продължението му на североизток – фиорда Танкуари
- 1899 – 1902 – Ото Свердруп, Гунар Исаксен, Едвард Бай (Бей), Олаф Ронес – Пресичане на острова и откриване на Бей фиорд (78°52′ с. ш. 83°35′ з. д. / 78.866667° с. ш. 83.583333° з. д.) и протока Юрика, отделящ остров Елсмиър от остров Аксел Хайберг. Дооткриване на цялото южно крайбрежие на Елсмиър до 90º з.д., в т.ч. фиорда Макс Окс, п-ов Симонс (76°40′ с. ш. 89°00′ з. д. / 76.666667° с. ш. 89° з. д., най-югозападната част на Елсмиър) и протока Хел Гейт, отделящ го от остров Норт Кент (76°40′ с. ш. 90°15′ з. д. / 76.666667° с. ш. 90.25° з. д.) (1899). Откриване на залива Норуиджън Бей (Норвежки залив, 78º с.ш., 90º з.д.), фиорда Бауман, врязващ се в остров Елсмиър на югоизток, между полуостровите Бьорне на югозапад и Свенсен на североизток (1900). Изследване на протока Юрика и западния бряг на Елсмиър и откриване на два големи полуострова Ронес (78°25′ с. ш. 86°10′ з. д. / 78.416667° с. ш. 86.166667° з. д.) на юг и Фосхайм (79°50′ с. ш. 84°00′ з. д. / 79.833333° с. ш. 84° з. д.) на север (1901). Откриване на протока Нансен (80°45′ с. ш. 90°00′ з. д. / 80.75° с. ш. 90° з. д.), като по този начин окончателно са открити бреговете на острова с всичките му многочислени фиорди и полуострови) (1902)
- 1914 – 1917 – А. Макмилан – Изследване и картиране на протоците Юрика и Нансен, отделящи Елсмиър от остров Аксел Хайберг
- 1934 – 1935 – Гордън Ноел Хъмфри (1883 – 1966) – Детайлно картиране на целия остров и вторично откриване на п-ов Свенсен (77°40′ с. ш. 84°00′ з. д. / 77.666667° с. ш. 84° з. д.)
- 2011 – Джон Турк, Ерик Бумен – Първо пълно кръгово обикаляне на острова по бреговете му

## География

### Географско положение
Остров Елсмиър е най-северният канадски остров, като най-северната му точка – нос Колумбия отстои на 769 км от Северния полюс. На север и североизток бреговете на острова се мият от водите на Северния ледовит океан и море Линкълн (най-северното море на земята). На изток протоците Смит, Кенеди и Робсън и басейните Кейн и Хол отделят острова от Гренландия. Протокът Джонс отделя острова на юг от остров Девън, а протоците Юрика и Нансен го отделят на запад от остров Аксел Хайберг.
Разстоянието от крайната северна точка нос Колумбия (83°06′41″ с. ш. 69°57′30″ з. д. / 83.111389° с. ш. 69.958333° з. д.) до крайната южна (76°08′ с. ш. 81°03′ з. д. / 76.133333° с. ш. 81.05° з. д.) е 850 км, а от крайната източна нос Шеридан (82°28′ с. ш. 61°31′ з. д. / 82.466667° с. ш. 61.516667° з. д.) до крайната западна (81°38′ с. ш. 91°54′ з. д. / 81.633333° с. ш. 91.9° з. д. – 540 км.

### Брегова линия
Остров Елсмиър е с изключително разчленена брегова линия. Целият остров се състои от няколко обособени части – земи Грант (в северната част), Гринел, Свердруп (в средната) и Елсмиър (в южната), които се отделят помежду си с дълбоко врязани в сушата заливи и фиорди и образуващи множество големи и малки полуострови. По северното крайбрежие дълбоко се врязват в сушата заливите Маркам, Дизраели, Макклинток, Милн, Йелвертън, Филипс и други. По източното крайбрежие по големите заливи са Лейди Франклин, Добин, Принцеса Мери, Талбот, Макинсън и Смит. Южното и западното крайбрежие са с фиордов тип заливи, като по-големите са Бауман фиорд, Бей фиорд, Грийли фиорд, Каньон фиорд, Танкуари фиорд, Ото фиорд и други. Между тях се оформят по-големи и по-малки полуострови главно по западното крайбрежие – Фосхайм, Ронес, Свенсен, Бьорне и Симонс и Джадж Дейли Промонтори на източното.

### Релеф
Релефът на острова е предимно планински с изключение на части от западните (полуостров Фосхайм) и югозападните (полуостровите Берние и Симонс) райони. От север на юг се простира солидна планинска верига, която е част от т.нар. Арктически Кордилери. Северната част на острова (Земя Грант) е заета от планината Юнайтед Стейтс с посока на простиране юг-югозапад – изток-североизток, като тук се издига най-високата точка не само на остров Елсмиър, но и на целия Канадски арктичен архипелаг връх Барбо (2616 м). По крайното северно крайбрежие се простира планината Чаланджър, от п-ов Клейболт на запад до залива Маркам на изток, а в югозападната част на Земя Грант, между фиордите Хер на запад и Танкуари на изток – хребета Кригер.
Земя Гринел, в северната централна част се заема от планината Виктория и Албърт с посока на простиране от югозапад (Каньон фиорд) на североизток (п-ов Джадж Дейли Промонтори) с височина до 2012 м.
По на юг, в Земя Свердруп, в южната централна част (най-тясната част на острова) се издигат планините Принц Уелски (до 2073 м) и Инглфилд (до 1585 м).
Най-южната част на острова – Земя Елсмиър също е планинска с височини до 1066 м в западната част и до 1372 м в източната.

### Ледници и води
Почти 1/3 от цялата територия на острова е покрита с ледници, които заемат под формата на ледени куполи и ледени полета централните части на трите района Грант, Гринел и Свердруп, и от които се спускат ледени езици в близките заливи и фиорди. В най-южната част на острова – Земя Елсмиър също има ледници, но те са главно в най-източната част на района. По-големите ледени куполи и полета от юг на север са: Менсън, Сидкап, Принц Уелски, Агасис и Британска империя.
В началото на 20 век по северното крайбрежие на острова са широко разпространени шелфови ледници с дължина над 500 и ширина до 20 км. В резултат на затоплянето на климата шелфовите ледници са силно намалели или напълно изчезнали в наши дни.
Реките на острова са къси и бурни с множество прагове и водопади, като се размразяват за около два-два и половина месеца на юг и около един месец на север. В северната част на Елсмиър се намира голямото езеро Хейзен (542 км2) третото по големина на север от Северната полярна окръжност след Таймир в Русия и Инари във Финландия. Езерото се намира на 158 надморска височина, а дълбочината му достига до 280 м. Оттича се в залива Лейди Франклин.

### Климат и растителност
Климатът е суров, арктичен, с дълга 10 – 11 месеца зима и кратко 1 – 2 месеца лято. Температурите се движат в широк диапазон – от -20 °C през лятото до -60 °C през зимата, като средногодишната температура е около -12 °C. Годишните валежи от сняг са само 5 – 10 см поради изключително сухия климат и затова през краткото лято (денят продължава около 4 месеца) снежната покривка много бързо се стопява в ниските части на острова, докато в останалите планински райони тя се задържа целогодишно, в резултат на което, както бе споменато по-горе 1/3 от острова е покрит с ледници.
С изключение на най-южните части на острова, където се среща тундрова растителност, представена през краткото лято от треви, мъхове и лишеи, в останалата част цари арктическа пустиня.

### Животински свят
Суровите климатични условия са причина тук да има само седем вида бозайници. Тъй като растителността е рядка и разпръсната, животните, които се хранят с нея – арктически зайци, елените карибу, мускусните бикове, – трябва почти непрестанно да се движат, за да намират достатъчно храна. Това означава, че хищниците – белки, арктически лисици и арктически вълци – също имат много работа. Канадският елен пири – наречен така по името на Робърт Пири, който използвал остров Елсмиър като база за своята експедиция към Северния полюс през 1909 г., се намира в непрестанно движение, за да търси храна – арктическа върба, острица, мъхове и лишеи. Самецът достига тегло близо 200 кг.; той е най-малкият от всички видове северни елени, които кръстосват канадските арктически ширини. В периода между 1905 и 1909 г. хората на Пири застреляли близо 100 елена пири, за да попълнят хранителните си запаси. Въпреки че тези животни много бързо се размножават, смъртността сред малките е много висока. Последните проучвания, направени през 1961 г., показват, че на острова живеят само 200 екземпляра. В Канада този животински вид е класифициран като застрашен от изчезване.
На острова масово са разпространени мускусните бикове. Класическата отбранителна позиция на мускусните бикове е да застанат плътно един до друг в една редица, за да отбиват нападенията на главните си врагове – вълците. Понякога се нареждат в полукръг, а често затварят напълно кръга. Никой не знае какъв е точният брой на тези големи чудовища на острова. През 1965 г. канадският учен Джон Търнър преброява 4000 екземпляра – почти половината от тези животни на всички арктически острови. За сравнение, в началото на века изследователите избили над 1000 мускусни бика, набавяйки си храна. През 1986 г. са преброени 183 животни върху площ от 1560 км², или средно 1 мускусен бик на 8,53 км². Това показва как оцеляват те и другите бозайници при такива условия. Тяхната популация има сравнително ниска гъстота, разпределяйки се върху голяма територия. Трудно може да се повярва, че едно такова голямо стадно животно е в състояние да обитава тази пустош в такъв голям брой при такава оскъдна растителност. Мъжкарите достигат тегло 300 кг, женските – 200, а през лятото малките тежат близо 50 кг.
Сред фауната се срещат лосове, овцебикове. През лятото полярните мечки тръгват към свободните от ледове води, за да търсят плячка. Канадските елени карибу и мускусните бикове, които са тревопасни, се радват на плодовете на благодатния сезон. Арктическите вълци намират лесна плячка сред новородените зайчета.
Паркът „Кутинирпаак“ на острова е най-младият национален парк в Канада. Тази дива природна зона е достъпна само със самолет или лодка.

## Население
При последното преброяване на населението на Канада на острова живеят постоянно едва 146 души в две селища – Грайс фиорд и Алерт. Освен тях на острова има още четири необитаеми селища, които се посещават периодично от изследователски и научни екипи.
- Грайс фиорд (76°25′ с. ш. 82°54′ з. д. / 76.416667° с. ш. 82.9° з. д.), 141 души, на южното крайбрежие на острова, на брега на протока Джонс;
- Алерт (82°30′ с. ш. 62°30′ з. д. / 82.5° с. ш. 62.5° з. д.), 62 души, на североизточното крайбрежие, най-северното населено място на Земята;
- Александър фиорд (78°53′ с. ш. 75°48′ з. д. / 78.883333° с. ш. 75.8° з. д.), на източното крайбрежие, на брега на протока Смит;
- Крейг Харбър (76°12′ с. ш. 81°00′ з. д. / 76.2° с. ш. 81° з. д.), на най-южната точка на острова;
- Форт Конгер (81°45′ с. ш. 64°45′ з. д. / 81.75° с. ш. 64.75° з. д.), на североизточното крайбрежие, на брега на басейна Хол, изходна база за експедициите на Робърт Пири в края на 19-и и началото на 20 век;
- Юрика (80°00′ с. ш. 85°51′ з. д. / 80° с. ш. 85.85° з. д.), на западното крайбрежие, на брега на протока Юрика, с оборудвано и поддържано летище. Според данните от 2011 г. на станция Юрика обикновено живеят 8 души едновременно, персоналът се сменя редовно.